# Ammoniumacetaat
Ammoniumacetaat (CH3COONH4) is een zout dat wordt verkregen uit de reactie tussen ammoniak en azijnzuur:
{\displaystyle {\ce {CH3COOH + NH3 -> CH3COONH4}}}

## Gebruik en specifieke eigenschappen
Als het zout van een zwak zuur en een zwakke base heeft ammoniumacetaat enkele opmerkelijke eigenschappen en toepassingen:
- het wordt soms gebruikt als biologisch afbreekbaar antivriesmiddel
- het wordt vaak gebruikt in combinatie met azijnzuur om een bufferoplossing te maken die na verhitting uit niet-ionaire componenten bestaat
- ammoniumacetaat is bruikbaar in de Knoevenagel-condensatie bij de synthese van bepaalde organische verbindingen

Ammoniumacetaat is een uitzonderlijk voorbeeld van een zout dat smelt bij een relatief lage temperatuur.

## Eigenschappen
Ammoniumacetaat is hygroscopisch. Het ontleedt gemakkelijk bij verhoging van de temperatuur in aceetamide:
{\displaystyle {\ce {CH3COONH4 -> CH3C(O)NH2 + H2O}}}
In deze reactie wordt een zout omgezet in twee afzonderlijke - neutrale - moleculen, wat vrij ongebruikelijk is bij relatief lage temperaturen.